# Anton Chroust
Anton Julius Chroust, född 10 mars 1864 i Graz, död 22 maj 1945 i Theilheim vid Würzburg, var en österrikisk-tysk historiker.
Efter studier i Graz och Berlin blev Chroust 1886 filosofie doktor i Berlin. Han blev 1887 privatdocent i Graz, 1891 medarbetare i bayerska vetenskapsakademiens i München historiska kommission, 1893 privatdocent i München, 1898 extra ordinarie professor i nyare historia och historiska hjälpvetenskaper i Würzburg samt 1902 ordinarie professor där, en befattning från vilken han emeriterades 1934.
Chroust sysslade med paleografiska studier och var medutgivare av "Monumenta palæographica" och "Denkmäler der Schreibkunst des Mittelalters" (1899 ff.). Han medverkade även i utgivningen av den stora källsamlingen "Briefe und Akten zur Geschichte des Dreissigjährigen Krieges".